# L'ammazzagiganti
L'ammazzagiganti (Jack the Giant Killer) è un film del 1962 diretto da Natan H. Juran.
Il film, liberamente ispirato al romanzo di Orville Hampton (coautore anche della sceneggiatura), è caratterizzato da un ritmo vivace e da notevoli effetti speciali, realizzati con la tecnica dello stop-motion.

## Trama
Inghilterra. Medioevo. Il malvagio mago Pendragon tenta di conquistare il trono del reame di Cornovaglia, e si serve di un gigante per rapire la principessa Elaine. Il tentativo è, però, sventato all'ultimo istante da Jack, un povero agricoltore, che riesce ad uccidere il gigante e liberare la principessa. Il re Mark, per riconoscenza verso l'eroe, lo nomina cavaliere e protettore della principessa. Sapendo, comunque, che il perfido Pendragon non si arrenderà tanto facilmente e temendo un nuovo agguato, il re decide di mandare segretamente Elaine in un convento in Normandia fino a quando la minaccia cesserà definitivamente. Nonostante la segretezza, il mago riesce a scoprire tutto: così in un'imboscata in mare aperto, grazie alla sua orda di streghe, Pendragon cattura Elaine e la porta nel suo regno, "l'isola di Pendragon". Scossi dall'accaduto i membri della ciurma tentato di uccidere sia Jack che il suo amico Peter. Sono quindi costretti a gettarsi in acqua. Qui vengono trovati e accordati da un marinaio rozzo ma buono, Segurd. Quest'ultimo decide di aiutarli nell'impresa e si dirige col suo battello all'isola. Sul battello Jack fa la conoscenza di uno gnomo rinchiuso in una bottiglia. Si tratta dello "gnomo dagli stivali delle 7 leghe". Jack conclude un patto con lui: se lo aiuterà nell'impresa e lo aiuterà e proteggerà dal vile Pendragon, otterrà in cambio la libertà.
Così Jack approda sull'isola, nel castello di Pendragon. Aiutato dal magico gnomo riuscirà a evitare tutti i pericoli, gli ostacoli, gli incantesimi e i trucchi del mago. Infatti, lo gnomo possiede delle monete magiche che aiutano Jack a non soccombere a Pendragon. Tra le magie delle monete vi sono la frusta magica e la spada incantata. Messo alle strette Pendragon decide quindi di liberare Elaine. Così Jack torna sul battello con lui. Ma la liberazione di Elaine è solo un vile e astuto stratagemma del mago. Infatti anche Elaine è stata stregata ed ora serve ed ubbidisce ai voleri di Pendragon. Sul battello, approfittando della momentanea assenza di Segurd e Peter, attraverso una pozione magica, Elaine fa cadere in un sonno profondo Jack. Così sia Jack, che Segurd e Peter vengono condotti schiavi al palazzo del mago. I due amici di Jack vengono quindi trasformati in animali. Segurd in un cane, Peter in una scimmia. Jack viene incatenato in attesa di morire. Peter però riesce ad evadere e a liberare Jack. Egli può quindi distruggere lo specchio che riflette la vera immagine (è una strega) di Elaine, rompendo di fatto il suo incantesimo. I quattro possono quindi scappare alla volta del battello. Usciti dal castello sono però inseguiti da Fallon, il gigante a due teste al servizio di Pendragon. Jack e i suoi amici si salvano grazie all'ultima moneta magica dello gnomo, che materializza il kraken che strangola a morte il gigante. Così arrivano al battello per tentare la fuga. Pendragon decide quindi di sferrare l'attacco finale. Trasformatosi in un orrendo mostro alato attacca il battello. Ma Jack riesce finalmente e definitivamente a ucciderlo con una spada. La morte di Pendragon significa la fine di un incubo, nonché la fine del suo regno, dei suoi incantesimi (Peter e Segurd torneranno umani) e la distruzione della sua isola maledetta. Jack, come da promessa, libera lo gnomo che vola verso l'arcobaleno. Gli innamorati Jack ed Elaine possono quindi vivere per sempre felici e contenti insieme con i loro amici.

## Curiosità
- Esiste una versione musical del film realizzata sovrapponendo delle canzoni ai labiali degli attori. Questa versione è inedita in Italia.
- Kerwin Mathews (Jack) e Torin Thatcher (Pendragon) avevano già recitato insieme nel 1958 nel film Il 7º viaggio di Sinbad, sempre diretto da Juran, anche lì rispettivamente nel ruolo del protagonista e dell'antagonista.